# キューティ・コップ
『キューティ・コップ』（原題:Hot Pursuit）は2015年にアメリカ合衆国で公開されたコメディ映画である。監督はアン・フレッチャー、主演はリース・ウィザースプーンとソフィア・ベルガラが務めた。
本作は日本において劇場公開されなかったが、2015年9月16日にワーナー・ブラザースが本作のDVD及びブルーレイディスクを発売した。

## ストーリー
サンアントニオで警察官として働くローズ・クーパーは生真面目すぎる性格であった。市長の息子が酔っ払って「助手席取った」と叫んだとき、彼をスタンガンで気絶させてしまうなど、その性格によって失敗することが多かった。クーパーの名前はドジっ子の代名詞として使われることすらあった。現場に不向きな正確であるが故に、クーパーは証拠の管理の任に当たっていた。
ある日、何を思ったのか、クーパーの上司であるエメットは彼女に極秘任務への参加を命じた。その任務とは、フェリペ・リヴァとその妻であるダニエラの警護であった。フェリペはダラスの裁判所で麻薬カルテルの犯罪を立証するための証言をすることになっていた。クーパーが目を離した隙に、護衛とフェリペは殺し屋によって殺害されてしまった。襲撃時に2階にいたダニエラは、スーツケースを片手に脱出しようとしたが、その際、クーパーに手錠を掛けられることとなった。
逃走中の2人はディクソン刑事とハウザー刑事を見かけたので、2人に助けを求めようとした。しかし、クーパーが2人の腕に入っているタトゥーと殺し屋のタトゥーが一致していたことに気が付いたため、嘘をついて2人から逃げ出した。夫の代わりにカルテルを告発する覚悟を決めたダニエラは、クーパーと共にダラスへと向かうことにした。
カーラジオを聞いていた2人は、自分たちが指名手配犯扱いになっていることを知った。その途中、乱暴な運転をするトラックがクーパーの目に留まった。よく見ると、そのトラックは白い粉を道路にまき散らしながら走っていた。その性格故に如何なる犯罪も見逃せないクーパーは、逃走中であるにも拘わらず、トラックドライバーを捜査しようとした。そこへ殺し屋たちがやってきたため、クーパーとダニエラは慌てて逃走する羽目になった。トラックに飛び乗った2人ではあったが、そのトラックがどこに行くのかは分からなかった。そこで、クーパーはドライバーが休憩している隙を突いて、そのトラックを拝借することにした。エンジンをかけるのに手間取っていると、そこにドライバーであるレッドが拳銃を持ってやって来た。ダニエラは自分一人でも逃げるつもりだったが、クーパーを見捨てることができなかった。窮地を脱するため、2人は自分たちがレズビアンのカップルであるかのように装った。2人がお互いを愛撫し合う光景に興奮したレッドは、誤って自分の手を拳銃で撃ってしまった。クーパーとダニエラはレッドのトラックを盗み、ダラスへの道を急いだ。
クーパーが「自分のリゴリスティックな性格が原因で恋愛も上手くいかない」などと愚痴をこぼしていると、突如としてトラックの荷台から音がした。仰天した2人が荷台を調べたところ、そこで見知らぬ男性が寝ていた。その男名前はランディと言った。ランディは妹に暴力を振るう男をボコボコにしたため、犯罪者として追われていた。クーパーが情状酌量を取り付けることを条件に、ランディは2人の逃走に協力することとなった。クーパーに好意を寄せるランディを見て、ダニエラは一安心するのだった。
順調に見えた2人の逃走劇だったが、ダニエラがクーパーのメモ書きを見てしまったために、2人の信頼関係にひびが入ることになってしまった。

## キャスト
※括弧内はPrime Videoで配信された日本語吹替版キャスト。
- リース・ウィザースプーン（松本梨香） - ローズ・クーパー
- ソフィア・ベルガラ（日野由利加） - ダニエラ・リヴァ
- マシュー・デル・ネグロ - ハウザー刑事
- マイケル・モーズリー - ディクソン刑事
- ロバート・カジンスキー（竹田雅則） - ランディ
- リチャード・T・ジョーンズ - ジャクソン
- ベニー・ニーヴス - ジーザス
- マイケル・レイ・エスカミーリャ - エンジェル
- ホアキン・コシオ（石田圭祐） - ヴィセンテ・コルテス
- ジョン・キャロル・リンチ（星野充昭） - エメット
- ジム・ガフィガン - レッド
- マイク・バービグリア - スティーヴ
- ヴィンセント・ラレスカ - フェリペ・リヴァ
- デヴィッド・ジェンセン - ウェイン
- エヴァルナ・モンタネル - テレサ・コルテス

## 製作・マーケティング
2014年5月12日、本作の主要撮影がルイジアナ州ニューオーリンズで始まり、約2ヶ月間にわたって撮影が行われた
2015年2月12日、本作のファースト・トレイラーが公開された。

## 興行収入
2015年5月8日、本作は全米3003館で封切られ、公開初週末に1394万ドルを稼ぎ出し、週末興行収入ランキング初登場2位となった。

## 評価
本作は批評家から酷評されている。映画批評集積サイトのRotten Tomatoesには159件のレビューがあり、批評家支持率は7%、平均点は10点満点で3.1点となっている。サイト側による批評家の要約は「金切り声が響くばかりで面白くない。『キューティ・コップ』はリース・ウィザースプーンとソフィア・ベルガラの奇妙な組み合わせによるケミストリーを示す絶好の機会をパーにした。」となっている。また、Metacriticには36件のレビューがあり、加重平均値は31/100となっている。なお、本作のCinemaScoreはC+となっている。
本作は2015年度のティーン・チョイス・アワードで4部門にノミネートされたが、受賞には至らなかった。